# Jack the Ripper (zespół muzyczny)
Jack the Ripper – francuska grupa art rockowa założona w 1995 roku. Nazwa pochodzi od tytułu jednego z utworów zespołu The Bad Seeds, który stanowi znaczną część ich inspiracji.
W 2008 roku grupa zawiesiła działalność w związku z projektem Fitzcarraldo Sessions.

## Życiorys
Grupa Jack the Ripper została założona w 1995 roku przez dwóch braci, Arnauda (śpiew) i Thierry'ego (kontrabas) Mazurelów i wkrótce rozszerzona o dwóch innych członków. Już ośmioosobowy skład dał pierwszy koncert w Paryżu, 25 grudnia 1995. Nie pozostał żaden ślad w postaci nagrania po tym koncercie. Przez pierwsze dwa lata Złota Strzała i barki nabrzeży Sekwany stały się miejscami, w których grupa koncertowała. W krótkim czasie ukazał się pierwszy album nagrany na żywo – złożony z pięciu tytułów. W 1998 roku zespół próbował pierwszych nagrań w studio. Jednakże cały materiał uległ zniszczeniu, poza utworem "Party in Downtown", który ponownie został nagrany na ich drugim albumie I’m Coming (2003), stając się następnie żelaznym utworem każdego koncertu.
Po kilku koncertach doszło do spotkania z Yannem Dupuis (luty 1998), który został oficjalnym inżynierem dźwięku zespołu. Jack the Ripper nagrali demo, które, pomimo słownych poleceń oraz reputacji, jaką grupa zaczęła zdobywać, było sukcesywnie odrzucane. Zarzucano zespołowi, że woli śpiewać w języku angielskim niż francuskim. W związku z tym, Jack the Ripper własnymi siłami wydali pierwszy album, The Book of Lies, całkowicie zaśpiewany po angielsku. Skrzypek i trębacz pokazali swoje możliwości w piosenkach takich jak "Haunted", "In a Bar, with Billy Kunt" oraz "Prayer in a Tango" i dołączyli do grupy. W tym samym czasie basista Thierry Mazurel odkrył brazylijskiego malarza Juareza Machado, z którym grupa współpracowała przy ilustracjach do albumu. Jack the Ripper prezentowali swoją płytę przez cały rok 2000 i 2001 aż w końcu znaleźli niezależnego dystrybutora, Poplane.
11 września 2001 ukazał się pierwszy oficjalny album zespołu, zatytułowany The Book of Lies (tytuł mistycznej książki Księga kłamstw Aleistera Crowleya, którego wpływy są częste u JtR).

## Dyskografia
- Live à la Flèche d'Or (1997)
- The Book of Lies (2001)
- I'm Coming (2003)
- Ladies First (2005)